# Peter Wirnsberger II
Peter Wirnsberger (Rennweg am Katschberg, 20 settembre 1968 – Altenmarkt im Pongau, 20 dicembre 1992) è stato uno sciatore alpino austriaco specialista delle discipline veloci.
Nel mondo dello sci e sui mezzi di informazione era conosciuto come Peter Wirnsberger II per distinguerlo dal suo omonimo Peter Wirnsberger, anche lui sciatore alpino attivo in quegli anni.

## Biografia
Wirnsberger debuttò in campo internazionale in occasione dei Mondiali juniores di Bad Kleinkirchheim 1986, dove si aggiudicò due medaglie, quella d'oro nella combinata e quella di bronzo nello slalom speciale, e si piazzò 4º e 5º rispettivamente nella discesa libera e nello slalom gigante. In Coppa del Mondo esordì nel 1988, ottenne i primi punti il 22 dicembre dello stesso anno a Sankt Anton am Arlberg in combinata (8º) e conquistò il miglior piazzamento il 21 gennaio 1990 a Kitzbühel nella medesima specialità (7º).
Non prese parte a rassegne olimpiche o iridate.
Il 20 dicembre 1992, mentre sciava sulle piste di Altenmarkt-Zauchensee, si schiantò contro una staccionata e morì poco dopo per le gravi ferite riportate; la sua ultima gara rimase la discesa libera di Coppa del Mondo disputata in Val Gardena il 12 dicembre precedente (33º)

## Palmarès

### Mondiali juniores
- 2 medaglie:
  - 1 oro (combinata a Bad Kleinkirchheim 1986)
  - 1 bronzo (slalom speciale a Bad Kleinkirchheim 1986)

### Coppa del Mondo
- Miglior piazzamento in classifica generale: 68º nel 1989

### Coppa Europa
- Vincitore della classifica di supergigante nel 1990

### Campionati austriaci
- 3 medaglie[2]:
  - 3 ori (discesa libera, combinata nel 1989; supergigante nel 1993[3])